# 혼도리 힐스

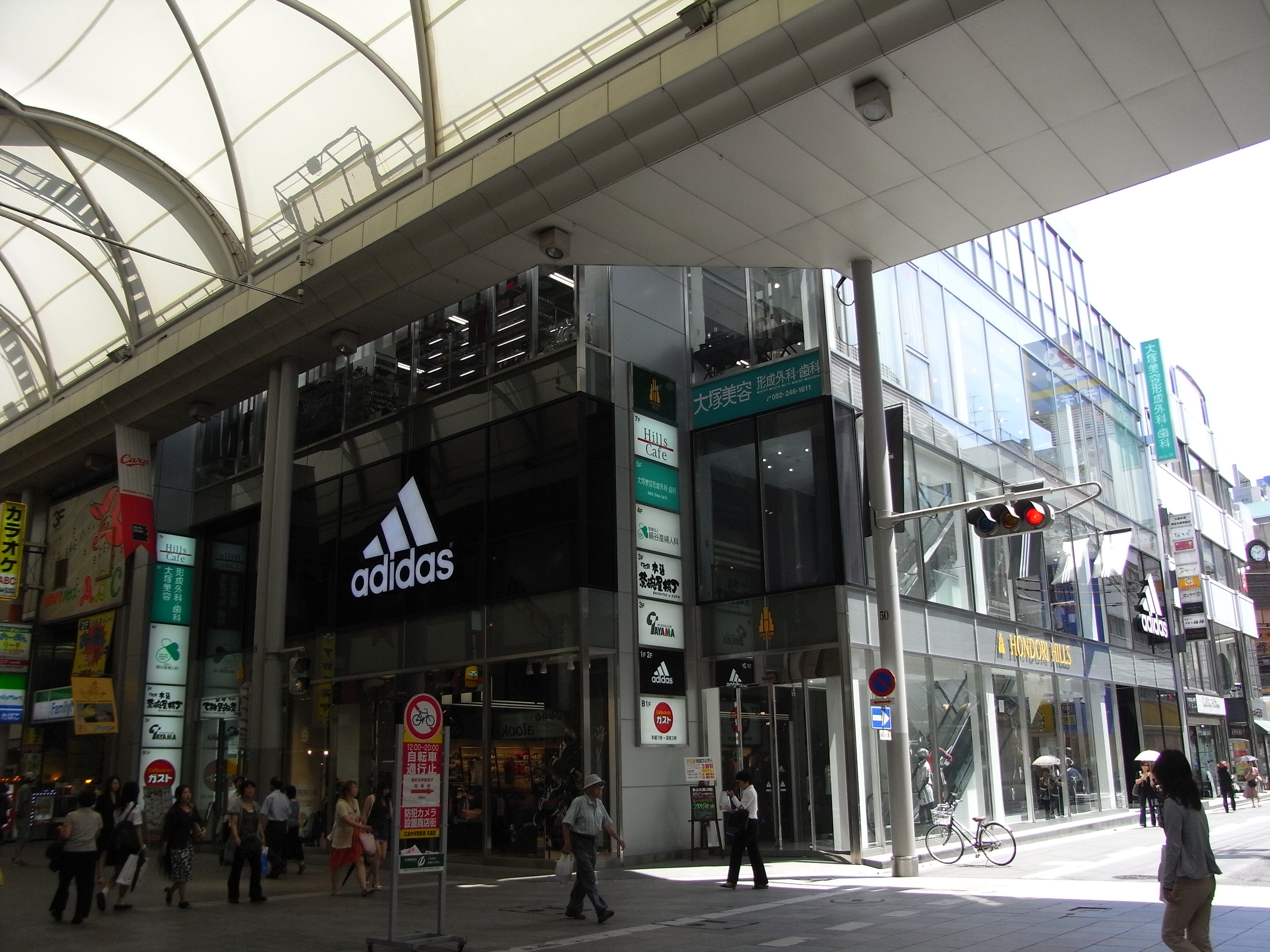

혼도오리 힐스(일본어: 本通ヒルズ 혼도오리히루즈[*], 영어: Hondori hills)는 히로시마현 히로시마시 나카구 혼도오리에 있는 세입자 빌딩이다. 2006년 6월에 착공하여, 2007년 8월 17일에 완성하다. 오픈은 8월 24일에 오픈했나, 일부 점포는 9월에 오픈하였다. 건물은 지하 1층, 지상 7층으로 이루어져 있다.